# Chazelles-sur-Albe
Pour les articles homonymes, voir Chazelles.
Chazelles-sur-Albe est une commune française située dans le département de Meurthe-et-Moselle en région Grand Est.

## Géographie
Village rue typique de cette partie de la Lorraine, avec ses larges trottoirs autrefois ornés de tas de fumier dont la hauteur attestait la richesse de la ferme.
| Reillon      | Gondrexon           | Autrepierre |
| Blémerey     | Chazelles-sur-Albe  | Verdenal    |
| Saint-Martin | Domèvre-sur-Vezouze |             |

### Hydrographie
La commune est dans le bassin versant du Rhin au sein du bassin Rhin-Meuse. Elle est drainée par le ruisseau d'Albe,.

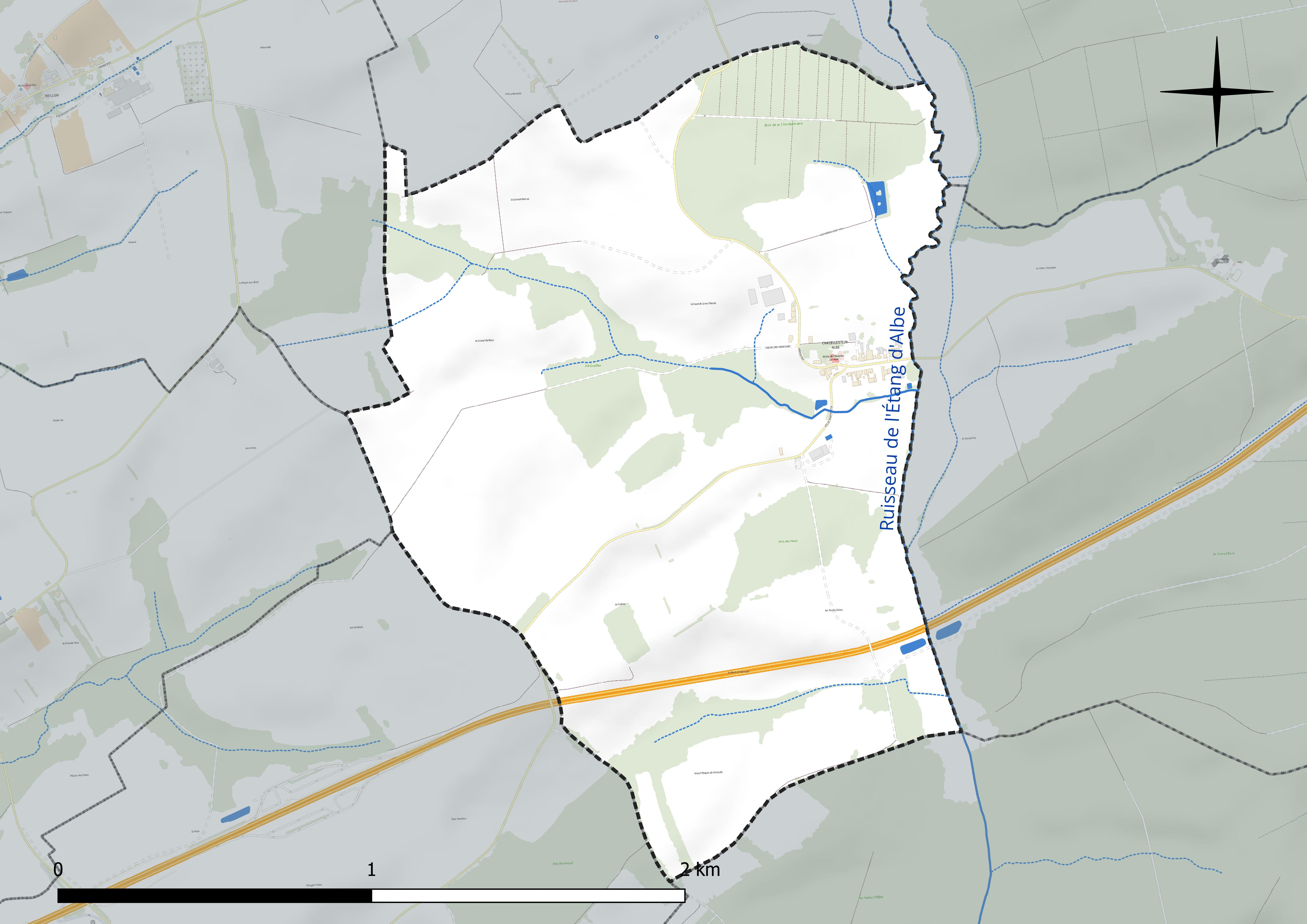
Réseau hydrographique de Chazelles-sur-Albe.

### Climat
Pour des articles plus généraux, voir Climat du Grand Est et Climat de Meurthe-et-Moselle.
En 2010, le climat de la commune est de type climat des marges montargnardes, selon une étude du Centre national de la recherche scientifique s'appuyant sur une série de données couvrant la période 1971-2000. En 2020, Météo-France publie une typologie des climats de la France métropolitaine dans laquelle la commune est exposée à un climat semi-continental et est dans la région climatique  Vosges, caractérisée par une pluviométrie très élevée (1 500 à 2 000 mm/an) en toutes saisons et un hiver rude (moins de 1 °C). 
Pour la période 1971-2000, la température annuelle moyenne est de 9,7 °C, avec une amplitude thermique annuelle de 16,8 °C. Le cumul annuel moyen de précipitations est de 902 mm, avec 12,3 jours de précipitations en janvier et 9,7 jours en juillet. Pour la période 1991-2020, la température moyenne annuelle observée sur la station météorologique de Météo-France la plus proche, « St Maurice », sur la commune de Saint-Maurice-aux-Forges à 10 km à vol d'oiseau, est de 10,5 °C et le cumul annuel moyen de précipitations est de 837,4 mm. 
La température maximale relevée sur cette station est de 39,2 °C, atteinte le 25 juillet 2019 ; la température minimale est de −19,9 °C, atteinte le 1er mars 2005,,. 
Les paramètres climatiques de la commune ont été estimés pour le milieu du siècle (2041-2070) selon différents scénarios d'émission de gaz à effet de serre à partir des nouvelles projections climatiques de référence DRIAS-2020. Ils sont consultables sur un site dédié publié par Météo-France en novembre 2022.

## Urbanisme

### Typologie
Au 1er janvier 2024, Chazelles-sur-Albe est catégorisée commune rurale à habitat très dispersé, selon la nouvelle grille communale de densité à sept niveaux définie par l'Insee en 2022.
Elle est située hors unité urbaine et hors attraction des villes,.

### Occupation des sols
L'occupation des sols de la commune, telle qu'elle ressort de la base de données européenne d’occupation biophysique des sols Corine Land Cover (CLC), est marquée par l'importance des territoires agricoles (73,2 % en 2018), en diminution par rapport à 1990 (76,4 %). La répartition détaillée en 2018 est la suivante : 
prairies (41,3 %), terres arables (31,9 %), forêts (23 %), zones industrielles ou commerciales et réseaux de communication (3,8 %). L'évolution de l’occupation des sols de la commune et de ses infrastructures peut être observée sur les différentes représentations cartographiques du territoire : la carte de Cassini (XVIIIe siècle), la carte d'état-major (1820-1866) et les cartes ou photos aériennes de l'IGN pour la période actuelle (1950 à aujourd'hui).

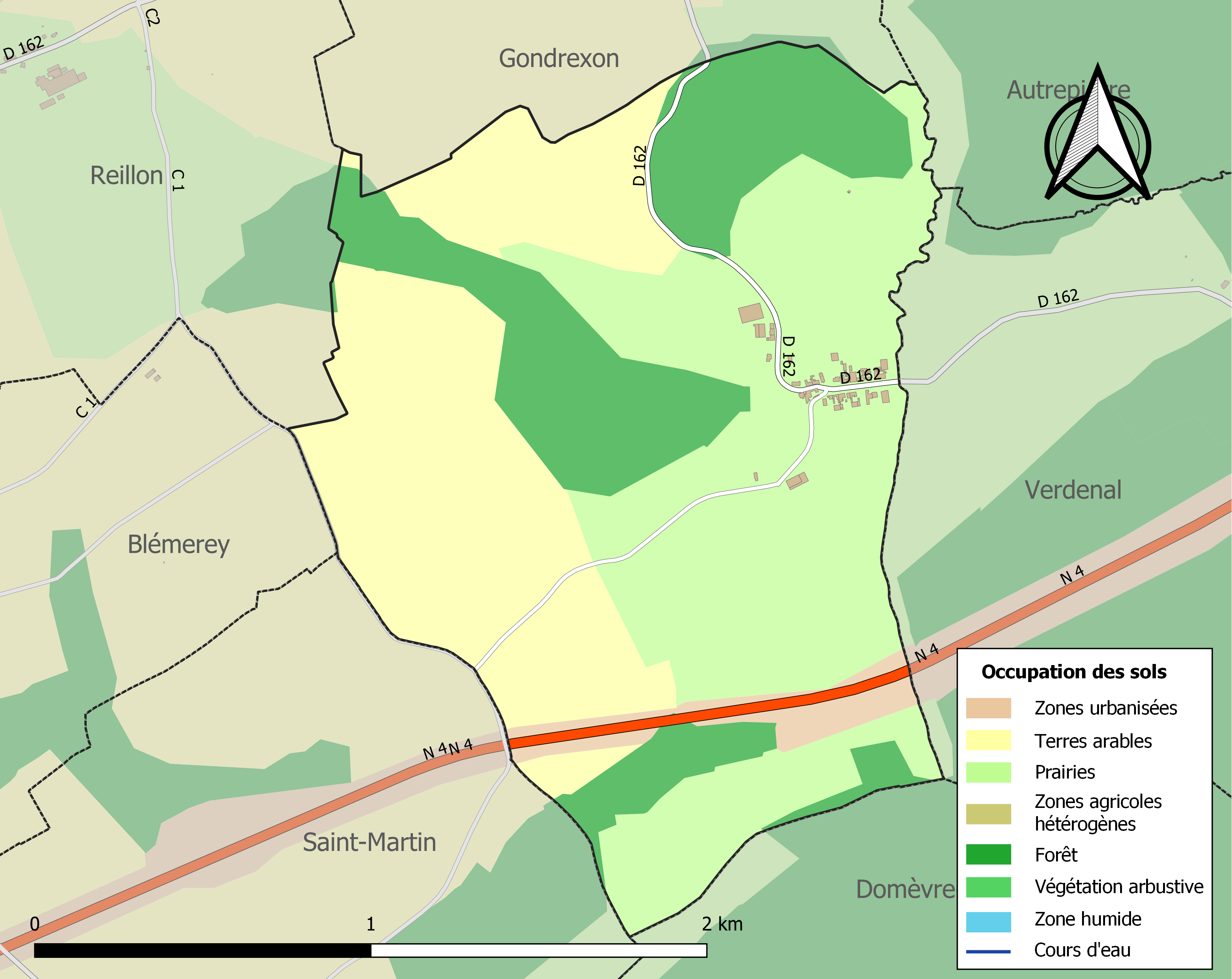
Carte des infrastructures et de l'occupation des sols de la commune en 2018 (CLC).

## Toponymie
Le nom de la localité est attesté sous les formes Chaizelles (1376) ; Chazelle (1600) ; Chazel (1799) ; Chasel.

L'origine du nom de Chazelles remonte à casellas (casa et suffixe diminutif -ella), qui signifie « petites maisons » en roman), voire « hameau »,.
L'Albe est une rivière qui coule dans le département de la Moselle, en région Grand Est.

## Histoire
Château de Granseilles mentionné sur la carte de Cassini (XVIIIe siècle).Village très endommagé pendant le premier conflit mondial puis en grande partie reconstruit après la guerre.

## Politique et administration
| Période                                  | Période  | Identité             | Étiquette | Qualité                    |
| ---------------------------------------- | -------- | -------------------- | --------- | -------------------------- |
| Les données manquantes sont à compléter. |          |                      |           |                            |
| mars 2001                                | mai 2020 | Jean-Pierre Simoutre |           | Retraité de l'enseignement |
| mai 2020                                 | En cours | Frédéric Marchal,    |           | Chauffeur                  |

## Démographie
L'évolution du nombre d'habitants est connue à travers les recensements de la population effectués dans la commune depuis 1793. Pour les communes de moins de 10 000 habitants, une enquête de recensement portant sur toute la population est réalisée tous les cinq ans, les populations de référence des années intermédiaires étant quant à elles estimées par interpolation ou extrapolation. Pour la commune, le premier recensement exhaustif entrant dans le cadre du nouveau dispositif a été réalisé en 2005.

En 2022, la commune comptait 49 habitants, en évolution de +28,95 % par rapport à 2016 (Meurthe-et-Moselle : −0,13 %, France hors Mayotte : +2,11 %).
| 1793 | 1800 | 1806 | 1821 | 1831 | 1836 | 1841 | 1846 | 1851 |
| ---- | ---- | ---- | ---- | ---- | ---- | ---- | ---- | ---- |
| 139  | 149  | 169  | 147  | 166  | 179  | 190  | 160  | 152  |

| 1856 | 1861 | 1872 | 1876 | 1881 | 1886 | 1891 | 1896 | 1901 |
| ---- | ---- | ---- | ---- | ---- | ---- | ---- | ---- | ---- |
| 128  | 131  | 120  | 118  | 98   | 92   | 91   | 100  | 107  |

| 1906 | 1911 | 1921 | 1926 | 1931 | 1936 | 1946 | 1954 | 1962 |
| ---- | ---- | ---- | ---- | ---- | ---- | ---- | ---- | ---- |
| 91   | 89   | 69   | 61   | 68   | 71   | 60   | 56   | 56   |

| 1968 | 1975 | 1982 | 1990 | 1999 | 2005 | 2006 | 2010 | 2015 |
| ---- | ---- | ---- | ---- | ---- | ---- | ---- | ---- | ---- |
| 46   | 33   | 35   | 48   | 49   | 47   | 46   | 32   | 38   |

| 2020 | 2022 | - | - | - | - | - | - | - |
| ---- | ---- | - | - | - | - | - | - | - |
| 46   | 49   | - | - | - | - | - | - | - |

## Culture locale et patrimoine

### Lieux et monuments
- Église reconstruite après 1918.

### Héraldique
| Blason de Chazelles-sur-Albe | Blason  | D'argent au pal ondé d'azur chargé de trois fleurs de lys d'or accompagné de deux saumons adossés de gueules. |
| Blason de Chazelles-sur-Albe | Détails | Le statut officiel du blason reste à déterminer.                                                              |